# Pneumonia bacteriana
Pneumonia bacteriana se refere à uma infecção pulmonar causada por bactérias, que tem como resultado a inflamação, pus e o aumento de fluídos nos pulmões, dificultando a respiração. Outras infecções pulmonares que são classificadas de acordo com a bactéria responsável incluem: tuberculose, difteria, pertússis, nocardiose pulmonar e actinomicose pulmonar.

## Causas
Podem ser causadas pela aspiração, ou resultado de um desequilíbrio da flora normal. As bactérias que mais comumente causam pneumonias são:
- Streptococcus pneumoniae (pneumococo)
- Staphylococcus aureus
- Haemophilus influenzae
- Klebsiella pneumoniae

### Pneumonias atípicas
- Chlamydia trachomatis
- Mycoplasma pneumoniae
- Chlamydophila pneumoniae
- Legionella pneumophila

## Sinais e sintomas
Os sinais típicos são:
- febre
- Tosse com catarro amarelado
- Dor aguda no peito
- Dificuldade para respirar

Sinais de pneumonia atípica tendem a serem mais graduais e incluem:
- Dor de cabeça
- Dor de barriga
- Tosse por muitos dias sem catarro
- Dores musculares e articulares
- Cansaço e fraqueza
- Confusão mental

## Epidemiologia
As bactérias que causam pneumonia podem infectar qualquer pessoa de qualquer sexo e idade, mas são mais comuns em crianças, idosos e imunodeprimidos. Outros fatores que aumentam o risco são alcoolismo, tabagismo, pacientes em período pós-operatório, outras doenças respiratórias, outras infecções bacterianas, infecção por HIV, desnutrição e imunidade baixa.

## Tratamento
O tratamento é feito com anti-inflamatórios, analgésicos, reposição de fluídos (soro fisiológico), ventilação mecânica com oxigênio 100% (na atmosfera normal o índice de oxigênio é cerca de 20%), quando necessário, e com o antibiótico adequado para a bactéria encontrada em cultivo. Além disso, deve-se evitar fumar e beber álcool ao menos durante o tratamento. Casos graves podem requerer intubação e UTI.

### Gram positivas
- Streptococcus pneumoniae - amoxicilina (ou eritromicina, em pacientes alérgicos à penicilina); cefuroxima e eritromicina, em casos mais graves.
- Staphylococcus aureus - flucloxacilina (para competir com a β-lactamasa desse microrganismo).

### Gram negativas
- Haemophilus influenzae: cefalosporinas de espectro para Gram negativos.[5]
- Klebsiella pneumoniae: suscetíveis a aminoglicosídeos e cefalosporinas, resistente a ampicilina e a um grande número de beta-lactâmicos.[6]
- Escherichia coli: requer suporte respiratório (mecânico) e cefalosporinas de terceira geração ou fluoroquinolonas.[7]
- Pseudomonas aeruginosa: Resistente a maioria dos antibióticos, necessita cultivo para determinar antibiótico adequado.

### Atípicas
A maioria dos casos de pneumonia atípica requer tratamento por 14-21 dias.
- Chlamydophila pneumoniae - doxiciclina, excepto em pacientes com infecções crônicas por C. pneumoniae associadas a infarto do miocárdio ou outras cardiopatias.[8]
- Chlamydophila psittaci, Mycoplasma pneumoniae ou Coxiella burnetti - eritromicina.
- Legionella pneumophila - eritromicina e rifampicina.